# Higashiyamato
Higashiyamato (東大和市?) è una città giapponese conurbata di Tokyo.